# Хамиота (Манитоба)
Хамиота (енгл. Hamiota) је малена варош у југозападном делу канадске провинције Манитоба и део је географско-статистичке регије Вестман. Варош се налази на око 84 км северозападно од другог по величини градског центра у провинцији, града Брандона и део је истоимене општине.
Насеље је основано 1889. паралелно са деоницом железничке пруге која је прошла кроз тај део Манитобе, а већ 1891. насеље је постало интересантно бројним имигрантима, тако да се у почетним годинама од оснивања број становника убрзано повећавао. Село Хамиота је већ 1907. добило и службени статус вароши у провинцији. Насеље је име добило по једном од првих насељеника Томасу Хамилтону чијем презимену је додата локална индијанска реч иота која је означавала обиље (везано за богатство у вегетационом смислу).
Према резултатима пописа становништва из 2011. у варошици је живело 868 становника у укупно 411 домаћинства, што је за 5,5% више у односу на 823 житеља колико је регистровано приликом пописа 2006. године.
Најважнија привредна делатност у вароши и околини је пољопривреда, а посебно је развијено сточарство.

## Становништво
| 2011. |
| ----- |
| 868   |